# Bokoro
Bokoro – miasto w Czadzie, w regionie Hadjer-Lamis, departament Dababa; 14 723 mieszkańców (2005), położone ok. 225 km na północny wschód od Ndżameny. Znajduje się tu lotnisko Bokoro (kod IATA: BKR, ICAO: FTTK).